# Прибыльнов, Владимир Яковлевич
Владимир Яковлевич Прибыльнов (1929 — 1997) — передовик советской угольной промышленности, машинист экскаватора Красногорского карьера комбината «Кузбасскарьеруголь» Министерства угольной промышленности СССР, Кемеровская область, Герой Социалистического Труда (1966).

## Биография
Родился в 1929 году в селе Ёра, ныне Бессоновского района Пензенской области. С детства работал, помогал по хозяйству - возил на санках дрова, косил траву. В летнее время помогал в колхозе. В 1944 году во время Великой Отечественной войны, после завершения обучения на курсах трактористов, трудоустроился трактористом в селе Грабово Бессоновского района в местный колхоз. 
В 1946 году вместе с семьёй переехал жить в Челябинск. С 1946 по 1949 годы работал помощником машиниста. а затем и машинистом экскаватора в угольном разрезе в городе Коркино Челябинской области. В 1949 году был призван в Советскую армию.
В 1953 году, демобилизовавшись, вновь вернулся работать машинистом экскаватора в Коркино, позже стал трудиться на Красногорском карьере "Кузбасскарьеруголь" в Кемеровской области. С 1960 года член КПСС. Здесь работал до 1969 года. Работая в Красногорске, Прибыльнов получил всеобщее признание.  
Указом Президиума Верховного Совета СССР от 29 июня 1966 года за выдающиеся заслуги в выполнении заданий семилетнего плана по развитию угольной промышленности и достижение высоких технико-экономических показателей в работе Владимиру Яковлевичу Прибыльнову присвоено звание Героя Социалистического Труда с вручением ордена Ленина и золотой медали «Серп и Молот».
В 1969 году семья переехала в город Железногорск Курской области. Прибыльнов стал работать механиком участка карьера, машинистом шагающего экскаватора в рудоуправлении Михайловского ГОКа. За высокие показатели Владимир Яковлевич был награжден орденом Октябрьской Революции, знаками «Шахтерская слава» III и II степеней.
Был делегатом XXV съезда КПСС. Избирался членом Кемеровского обкома КПСС. 
Выйдя на пенсию продолжил трудовую деятельность. Работал слесарем по ремонту радиооборудования в мастерских радиоуправления. Делился опытом с молодёжью.
Проживал в городе Железногорске Курской области. Умер в 1997 году.

## Награды
За трудовые успехи удостоен:
- золотая звезда «Серп и Молот» (29.06.1966)
- орден Ленина (29.06.1966)
- Орден Октябрьской Революции (05.03.1976)
- Знак «Шахтёрская слава» II и III степени
- другие медали.